# Куп европских шампиона 1990/91.
Куп европских шампиона 1990/91. је било 36. издање Купа шампиона, најјачег европског клупског фудбалског такмичења. На њему нису учествовали енглески и холандски шампион који су били под суспензијом због дивљања својих навијача. Финале је одиграно 29. маја 1991. на стадиону Свети Никола у Барију. У том мечу Црвена звезда је победила Олимпик Марсељ након извођења једанаестераца. Црвеној звезди је то била прва титула. Звезда је постала друга источноевропска екипа након Стеауе којој је то пошло за руком, а први клуб са Балканског полуострва и из земље чланице Покрета несврстаних.
Шести пут је једна екипа освојила трофеј, а да се није сусрела са представником неке од три најјаче лиге, Енглеске, Италијанске или Шпанске. Трофеј су на такав начин већ освојили Ливерпул у сезонама 1976/77. и 1977/78, Нотингем форест 1979/80, Астон Вила 1981/82. и Порто 1986/87.
Овај турнир је требало да најави повратак енглеских клубова на европску сцену после несреће на Хејселу 1985. године и суспензије свих клубова из европских такмичења, али је Ливерпулу суспензија изненадно продужена још једну годину, (док је Астон Вили било дозвољено такмичење у Купу УЕФА). Његово место није попуњено позивањем неког другог клуба, већ је Милан био слободан у првом колу. Такође, Ајаксу је, иако је освојио холандску лигу, забрањено да учествује у овом издању Лиге шампиона.

## Резултати

### Квалификације
| Екипа 1          | Рез.     | Екипа 2              | 1 утакмица | 2 утакмица |
| ---------------- | -------- | -------------------- | ---------- | ---------- |
| АПОЕЛ            | 2:7      | Бајерн Минхен        | 2:3        | 0:4        |
| Акирејри         | 1:3      | ЦСКА Софија          | 1:0        | 0:3        |
| Динамо Букурешт  | 5:1      | Сент Патрикс атлетик | 4:0        | 1:1        |
| Порто            | 13:1     | Портдаун             | 5:0        | 8:1        |
| Црвена звезда    | 5:2      | Грасхопер            | 1:1        | 4:1        |
| Валета           | 0:10     | Ренџерс              | 0:4        | 0:6        |
| Унион Луксембург | 1:6      | Динамо Дрезден       | 1:3        | 0:3        |
| Малме            | 5:4      | Бешикташ             | 3:2        | 2:2        |
| Наполи           | 5:0      | Ујпешт Дожа          | 3:0        | 2:0        |
| Спарта Праг      | 0:4      | Спартак Москва       | 0:2        | 0:2        |
| Оденсе           | 1:10     | Реал Мадрид          | 1:4        | 0:6        |
| Сваровски Тирол  | 7:1      | Лахти                | 5:0        | 2:1        |
| Милан            | слободан |                      | -          | -          |
| Лилестрем        | 1:3      | Клуб Бриж            | 1:1        | 0:2        |
| Лех Познањ       | 5:1      | Панатинаикос         | 3:0        | 2:1        |
| Олимпик Марсељ   | 5:1      | Динамо Тирана        | 5:1        | 0:0        |

### Осмина финала
| Екипа 1         | Рез. | Екипа 2         | 1 утакмица | 2 утакмица    |
| --------------- | ---- | --------------- | ---------- | ------------- |
| Бајерн Минхен   | 7:0  | ЦСКА Софија     | 4:0        | 3:0           |
| Динамо Букурешт | 0:4  | Порто           | 0:0        | 0:4           |
| Црвена звезда   | 4:1  | Ренџерс         | 3:0        | 1:1           |
| Динамо Дрезден  | 2:2  | Малме           | 1:1        | 1:1 (5:4)п. ј |
| Наполи          | 0:0  | Спартак Москва  | 0:0        | 0:0 (3:5)п. ј |
| Реал Мадрид     | 11:3 | Сваровски Тирол | 9:1        | 2:2           |
| Милан           | 1:0  | Клуб Бриж       | 0:0        | 1:0           |
| Лех Познањ      | 4:8  | Олимпик Марсељ  | 3:2        | 1:6           |

### Четвртфинале
| Екипа 1        | Рез. | Екипа 2        | 1 утакмица | 2 утакмица |
| -------------- | ---- | -------------- | ---------- | ---------- |
| Бајерн Минхен  | 3:1  | Порто          | 1:1        | 2:0        |
| Црвена звезда  | 6:0  | Динамо Дрезден | 3:0        | 3:0 1      |
| Спартак Москва | 3:1  | Реал Мадрид    | 0:0        | 3:1        |
| Милан          | 1:4  | Олимпик Марсељ | 1:1        | 0:3 2      |

1 Утакмица у Дрездену је прекинута у 78. минуту због нереда које су изазвали домаћи навијачи. У тренутку прекида Црвена звезда је водила са 2:1, а утакмица је регистрована службеним резултатом 3:0, у корист гостујуће екипе.
2 У 88. минуту, при резултату 1:0 за Олимпик Марсељ, дошло је до прекида услед нестанка струје. Милан је одбио да настави утакмицу након што је квар отклоњен, па је меч регистрован службеним резултатом.

### Полуфинале
| Екипа 1        | Рез. | Екипа 2        | 1 утакмица | 2 утакмица |
| -------------- | ---- | -------------- | ---------- | ---------- |
| Бајерн Минхен  | 3:4  | Црвена звезда  | 1:2        | 2:2        |
| Спартак Москва | 2:5  | Олимпик Марсељ | 1:3        | 1:2        |

### Финале
| Црвена звезда                                          | 0 – 0 (пр)  | Олимпик Марсељ                    |
| ------------------------------------------------------ | ----------- | --------------------------------- |
| · Просинечки · Бинић · Белодедић · Михајловић · Панчев | 5 – 3 (пен) | · Аморос · Касони · Папен · Мозер |

| Победник Купа европских шампиона 1990/91. |
| ----------------------------------------- |
|                                           |
| ФК Црвена звезда Прва титула              |